# Marija Leszczyńska
Marija Leszczyńska (Trzebnica, 23. lipnja 1703. – Versailles, Pariz, 24. lipnja 1768.), francuska kraljica. Rođena je kao Marija Karolina Sofija Felicija Leszczyńska (polj. Maria Karolina Zofia Felicja Leszczyńska), a u Francuskoj je znana kao Marie Lecinska. Potjecala je iz poljske kraljevske dinastije Leszczyńskih. Bila je žena kralja Luja XV. Omiljenog i kraljica koja je najduže vladala Francuskom. Na prijestolju se održala pune 43 godine, sve do svoje smrti 1768. godine. Bila je popularna i omiljena među pukom.

## Poljska princeza
Marija Leszczyńska rodila se 23. lipnja 1703. godine kao druga kći poljsko-litvanskog kralja Stanislava I. Leszczyńskoga i kraljice Katarine Opalińske. Njezin je otac postao kraljem jedino zahvaljujući potpori Karla XII. Švedskog. Rođena je u Trzebnici u Poljskoj gdje je dobila titulu princeze. Godine 1709. stanje se u zemlji promijenilo. Prijašnji kralj August II. Jaki, kojeg je Stanislav svrgnuo s prijestolja, preuzeo je krunu i prognao obitelj Leszczyński iz kraljevstva. Stanislav je sa ženom Katarinom i dvjema kćerima Anom i šestogodišnjom Marijom prebjegao u grad Kristianstad smješten na jugu Švedske. Ondje im je švedski kralj Karlo XII. pružio utočište. Marija je ondje naučila govoriti švedski jezik. Godine 1714. Karlo XII. pružio im je azil u njemačkoj pokrajini Zweibrückenu kamo je obitelj i otišla. Ondje je Marijina starija sestra Ana umrla u dobi od 18 godine zbog upale pluća. Obitelj Leszczyński naposljetku se smjestila u francuskoj pokrajini Elzasu smještenoj u blizini pokrajine Zweibrückena. Nećak kralja Luja XIV. i regent uime malodobnog kralja Luja XV., Filip II., vojvoda Orleanski, pružio im je poveću gradsku kuću za boravak. Ondje je ugledao Mariju Leszczyńsku, koju je uz dogovor s ocem Stanislavom odveo u kraljevsku palaču Versailles gdje se udala za francuskog kralja.

## Vjenčanje
Marija se u dobi od 21 godinu udala za petnaestogodišnjeg kralja Luja XV. iz dinastije Burbonskih. Vjenčanje se održalo u rujnu 1725. godine u dvorcu Fontainebleauu. Marija i Luj odmah su se zaljubili. Na raskošnu je vjenčanju prisustvovalo mnogo plemića iz svih krajeva Europe. Lujeva nevjesta nosila je skupocjenu haljinu ukrašenu kraljevskim draguljima i dijademama.
Istu večer poslije vjenčanja kraljevski je par konzumirao svoj brak. Godine 1727. Marija je rodila svoje prvo dvoje djece, blizankinje Elizabetu i Henrijetu Anu. Luj je prema njoj bio ljubazan s obzirom na to da je bio šest godina mlađi. Ukupno su imali desetero djece od kojih ni jedno nije zasjelo na francusko prijestolje.

## Francuska kraljica
Činom ženidbe od 5. rujna 1725. Marija Leszczyńska postala je kraljica apsolutističke Francuske. U narodu je bila voljena i podržavana. Iako je nikad nisu opisali kao ljepoticu, bila je obrazovana, skromna, uljudna i graciozna. Na svojeg muža nikad nije imala utjecaj i nije se upletala u politiku kraljevine.
Francuska je u interesu njezina oca, da bi on postao ponovo poljsko-litvanski kralj, vodila rat protiv Austrije 1733. – 1738. Iako je njezin otac ponovo okrunjen za kralja, svrgnut je 1735. godine poslije čega je potpisao odreknuće od prijestolja. Stanislav je zauzvrat dobio titulu vojvode Lorenskog.
Francuska kraljica imala je sve više problema na kraljevskom dvoru. Izgubivši zanimanje za nju, kralj Luj XV. počeo je spavati s ljubavnicama. Zbog toga se Marija suočavala s mržnjom dvorskih dama koje su ljubovale s kraljem. Posebno je bio istaknut sukob s markizom de Pompadour.
Marija je bila vjerodostojna katolkinja. Pomagala je siromašnom narodu i poticala ga. Onodobni Francuzi govorili su za nju: "Naša dobra kraljica!" Umrla je 24. lipnja 1768., jedan dan poslije svojeg 65. rođendana. Pokopana je u bazilici sv. Denisa u Parizu. Bila je baka budućih francuskih kraljeva Luja XVI., Luja XVIII. i Karla X.

### Leksikografska vrela
- Marija Leszczyńska. 2013. Proleksis enciklopedija. Leksikografski zavod Miroslav Krleža. Zagreb. https://proleksis.lzmk.hr/20879/ (pristupljeno 12. rujna 2014.).
- Marija Leszczyńska. 2013. Hrvatska enciklopedija. Leksikografski zavod Miroslav Krleža. Zagreb. https://enciklopedija.hr/clanak/38916 (pristupljeno 12. rujna 2014.).